# Manra
Manra est un atoll inhabité des îles Phœnix, l'un des trois archipels formant la république des Kiribati.

## Histoire

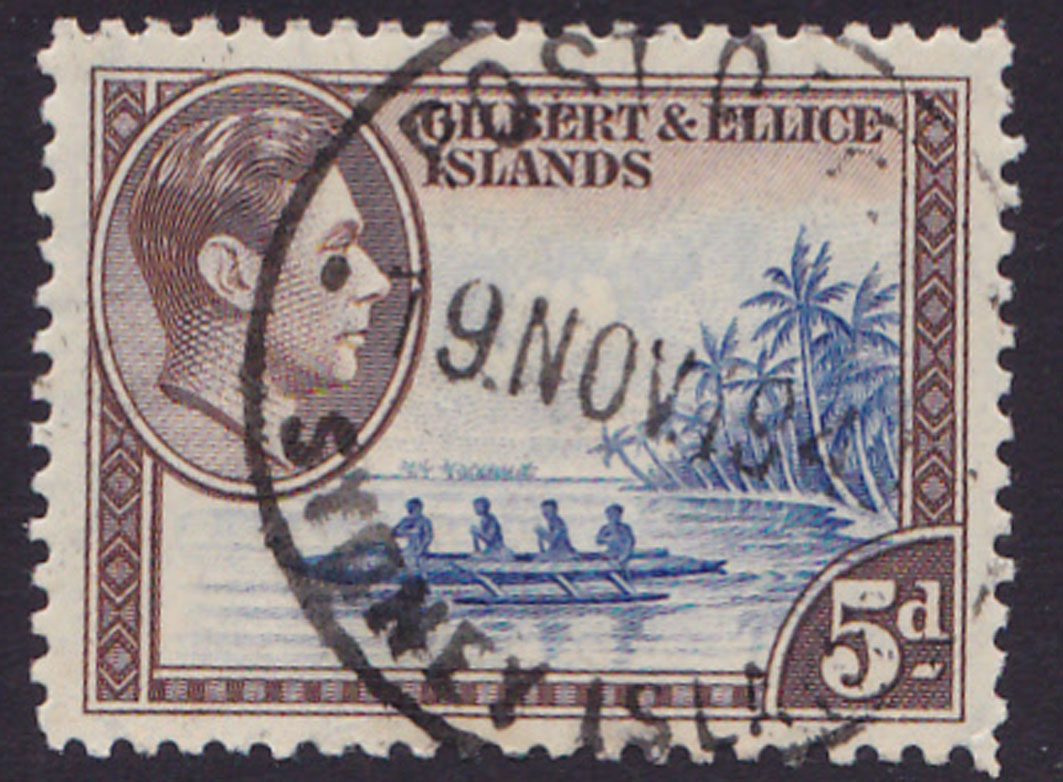
Timbre émis en 1945 par le bureau de poste de Manra, alors que l'île est connue sous le nom de Sydney Island.

A la différence d'autres îles de l'archipel Phoenix, Manra possède des traces d'habitats préhistoriques, avec une douzaine de vestiges archéologiques et de restes d'enclos au nord-est et au nord-ouest de l'île. Pour l'ethnologiste Emory, deux groupes d'habitants ont cohabité, l'un de la Polynésie orientale et l'autre de la Micronésie, tandis que des sortes d'excavation ont aussi été mises au jour.
A l'époque moderne, l'île est découverte en 1823 par le baleinier anglais Sydney Packet, commandé par Emmett Master. L'île est d'abord nommée Sydney, d'après le navire. Elle est d'ailleurs le lieu de naissance d'une Sydney Aris, fille de Lillie Arundel et John T. Arundel, deux brefs habitants de l'île à l'époque de l'extraction du guano qui a lieu sur plusieurs îles de la région. Par la suite, l'île est le lieu d'implantation d'une plantation de cocotiers au début du XXe siècle. Plus tard, en 1938, elle est intégrée dans le Plan de colonisation des îles Phœnix. Plus largement, l'île de Manra fait alors partie de la colonie des îles Gilbert et Ellice de l'Empire britannique. Environ 130 habitants sont implantés sur Manra, au sein d'un village qui comprend une station radio, une citerne et une quinzaine de puits. Chaque adulte dispose de cinquante cocotiers et chaque enfant de deux parcelles vierges. Malgré ces efforts, la colonisation échoue en raison du manque d'eau et de l'affaissement du marché du coprah, principale ressource de l'île. A l'époque de cette brève colonisation, un bureau de poste fonctionne de 1939 à 1958, date du départ des habitants.